# Copa del Emperador 2005
La 85.ª Copa del Emperador (第85回天皇杯全日本サッカー選手権大会 Dai 85-kai Tennōhai Zennihon Sakkā Senshuken Taikai?) fue la edición 2005 de dicha competición de fútbol, la más antigua de Japón. El torneo comenzó el 17 de septiembre de 2005 y terminó el 1 de enero de 2006.
El campeón fue Urawa Red Diamonds, tras vencer en la final a Shimizu S-Pulse. De esta manera, el conjunto de la capital de la prefectura de Saitama volvió a dar la vuelta olímpica luego de veinticinco años. Por lo mismo, disputó la Supercopa de Japón 2006 ante Gamba Osaka, ganador de la J. League Division 1 2005, y clasificó a la Liga de Campeones de la AFC 2007.

## Calendario
| Etapa            | Fechas                       | Número de equipos participantes | Observaciones                                                                                                   |
| ---------------- | ---------------------------- | ------------------------------- | --- |
| Primera ronda    | 17 de septiembre de 2005     | 40 (1+39) → 20                  | - 1: universidad - 39: ganadores de copas prefecturales                                                         |
| Segunda ronda    | 19 de septiembre de 2005     | 28 (8+20) → 14                  | - 8: ganadores de copas prefecturales no participantes en la fase anterior - 20: vencedores de la Primera ronda |
| Tercera ronda    | 9 de octubre de 2005         | 28 (12+2+14) → 14               | - 12: clubes de la J2 - 2: clubes cabezas de serie de la JFL - 14: ganadores de la Segunda ronda                |
| Cuarta ronda     | 3 (9) de noviembre de 2005   | 32 (18+14) → 16                 | - 18: clubes de la J1 - 14: ganadores de la Tercera ronda                                                       |
| Quinta ronda     | 10 (17) de diciembre de 2005 | 16 → 8                          | - Participación de los ganadores de la Cuarta ronda                                                             |
| Cuartos de final | 24 de diciembre de 2005      | 8 → 4                           | - Participación de los ganadores de la quinta ronda                                                             |
| Semifinales      | 29 de diciembre de 2005      | 4 → 2                           | - Participación de los ganadores de los cuartos de final                                                        |
| Final            | 1 de enero de 2006           | 2 → 1                           | - Participación de los ganadores de las semifinales                                                             |

1. ↑  Sólo para los partidos de los equipos finalistas de la Copa J. League 2005 (JEF United Chiba y Gamba Osaka).
2. ↑  Sólo para el partido número 69, debido a que uno de los equipos implicados disputó la promoción J1/J2 (Kashiwa Reysol).

## Equipos participantes

### J. League Division 1
- Kashima Antlers
- Urawa Red Diamonds
- Omiya Ardija
- JEF United Chiba
- Kashiwa Reysol
- F.C. Tokyo
- Tokyo Verdy 1969
- Kawasaki Frontale
- Yokohama F. Marinos
- Albirex Niigata
- Shimizu S-Pulse
- Júbilo Iwata
- Nagoya Grampus Eight
- Gamba Osaka
- Cerezo Osaka
- Vissel Kobe
- Sanfrecce Hiroshima
- Oita Trinita

### J. League Division 2
- Consadole Sapporo
- Vegalta Sendai
- Montedio Yamagata
- Mito HollyHock
- Thespa Kusatsu
- Yokohama F.C.
- Shonan Bellmare
- Ventforet Kofu
- Kyoto Purple Sanga
- Avispa Fukuoka
- Tokushima Vortis
- Sagan Tosu

### Japan Football League
- Tochigi S.C.
- Honda F.C.

### Universidades
- Universidad de Kansai

### Representantes de las prefecturas
- Denso
- TDK
- Universidad de Hachinohe
- Kashiwa Reysol sub-18
- Ehime F.C.
- Escuela Secundaria de Maruoka
- Universidad de Fukuoka
- F.C. Primeiro
- Escuela Secundaria de Chūkyō
- F.C. Horikoshi
- Sagawa Express Chugoku
- Universidad de Sapporo
- Banditonce Kobe
- Universidad de Tsukuba
- Kanazawa S.C.
- Grulla Morioka
- Takamatsu F.C.
- Instituto Nacional de Fitness y Deportes en Kanoya
- Universidad de Tokai
- Sagawa Printing S.C.
- Universidad de Kōchi
- Rosso Kumamoto
- Universidad Mie Chūkyō
- Universidad de Sendai
- Honda Lock
- F.C. Antelope
- MHI Nagasaki
- Takada F.C.
- JAPAN Soccer College
- Oita Trinita sub-18
- Mitsubishi Mizushima
- F.C. Ryukyu
- Ain Food
- Kyushu Inax
- Saitama S.C.
- Biwako National Sports College
- F.C. Central Chugoku
- Universidad de Hamamatsu
- Hitachi Tochigi
- Sagawa Express Tokyo S.C.
- Sanyo Electric Tokushima
- S.C. Tottori
- ALO's Hokuriku
- Escuela Secundaria Hatsushiba Hashimoto
- Escuela Secundaria Yamagata Chūō
- Universidad de Tokuyama
- Nirasaki Astros

## Resultados

### Primera ronda
| Núm. de partido | Equipo de casa         | Puntuación     | Fuera Equipo                    |
| --------------- | ---------------------- | -------------- | ------------------------------- |
| 1               | TDK S.C.               | 1@–3           | Ehime F.C.                      |
| 2               | Kyusyu INAX F.C.       | 2@–1           | Kashiwa Reysol Juventud         |
| 3               | Hitachi Tochigi Uva    | 1@–2           | Ain Alimentario S.C.            |
| 4               | M.H.I. Nagasaki        | 4@–3           | Hatsushiba Hashimoto H.S.       |
| 5               | Maruoka H.S.           | 0@–3           | Sagawa Expresa Chugoku S.C.     |
| 6               | Biwako Seikei S.C.     | 2@–1           | Oita Trinita Juventud           |
| 7               | F.C. Central Chugoku   | 3@–1           | Universidad de Fútbol del Japón |
| 8               | Grulla Morioka         | 2@–4           | Sagawa Impresión S.C.           |
| 9               | Mie Chukyo Universidad | 4@–0           | Yamagata Chuo H.S.              |
| 10              | Hachinohe Universidad  | 2@–6           | Honda Cerradura S.C.            |
| 11              | Rosso Kumamoto         | 1@–2 (un.e.t.) | Mitsubishi M. Mizushima F.C.    |
| 12              | Banditonce Kobe        | 1@–0           | F.C. Antílope                   |
| 13              | Takada F.C.            | 2@–0           | Tokai Universidad               |
| 14              | F.C. Ryukyu            | 5@–2           | Tokuyama Universidad            |
| 15              | S.C. Tottori           | 1@–0           | N.I.F.S.                        |
| 16              | Alo Hokuriku           | 4@–2           | Kansai Universidad              |
| 17              | Kochi Universidad      | 0@–5           | F.C. Horikoshi                  |
| 18              | F.C. Primeiro          | 2@–1           | Kanazawa S.C.                   |
| 19              | Chukyo H.S.            | 1@–3           | Sanyo Eléctrico S.C.            |
| 20              | Sapporo Universidad    | 2@–0           | Nirasaki Astros                 |

### Segunda ronda
| Equipo 1                 | Resultado  | Equipo 2                       |
| ------------------------ | ---------- | ------------------------------ |
| Ehime F.C.               | 5–1        | Kyushu Inax                    |
| Ain Food                 | 4–1        | MHI Nagasaki                   |
| Sagawa Express Chugoku   | 0–3        | Biwako National Sports College |
| F.C. Central Chugoku     | 0–5        | Sagawa Printing S.C.           |
| Universidad Mie Chūkyō   | 1–2        | Honda Lock                     |
| Mitsubishi Mizushima     | 2–0 (t.s.) | Banditonce Kobe                |
| Takada F.C.              | 1–6        | Universidad de Fukuoka         |
| F.C. Ryukyu              | 1–0        | Denso                          |
| S.C. Tottori             | 2–3        | Sagawa Express Tokyo S.C.      |
| ALO's Hokuriku           | 3–1        | Universidad de Hamamatsu       |
| F.C. Horikoshi           | 2–0        | Saitama S.C.                   |
| F.C. Primeiro            | 1–4        | Universidad de Tsukuba         |
| Sanyo Electric Tokushima | 1–0        | Universidad de Tokai           |
| Universidad de Sapporo   | 0–1        | Universidad de Sendai          |

### Tercera ronda
| Equipo 1           | Resultado          | Equipo 2                       |
| ------------------ | ------------------ | ------------------------------ |
| Thespa Kusatsu     | 3–2                | Ehime F.C.                     |
| Mito HollyHock     | 9–0                | Ain Food                       |
| Ventforet Kofu     | 1–0                | Biwako National Sports College |
| Avispa Fukuoka     | 1–0                | Sagawa Printing S.C.           |
| Tochigi S.C.       | 0–1                | Honda Lock                     |
| Montedio Yamagata  | 3–0                | Mitsubishi Mizushima           |
| Honda F.C.         | 3–1                | Universidad de Fukuoka         |
| Kyoto Purple Sanga | 3–0                | F.C. Ryukyu                    |
| Consadole Sapporo  | 0–2                | Sagawa Express Tokyo S.C.      |
| Shonan Bellmare    | 1–2 (t.s.)         | ALO's Hokuriku                 |
| Yokohama F.C.      | 1–0                | F.C. Horikoshi                 |
| Sagan Tosu         | 1–0                | Universidad de Tsukuba         |
| Tokushima Vortis   | 7–0                | Sanyo Electric Tokushima       |
| Vegalta Sendai     | 2–2 (t.s.) (8–7 p) | Universidad de Sendai          |

### Cuarta ronda
| Equipo 1             | Resultado          | Equipo 2                  |
| -------------------- | ------------------ | ------------------------- |
| Kashima Antlers      | 7–0                | Honda Lock                |
| Oita Trinita         | 3–2                | Tokyo Verdy 1969          |
| Nagoya Grampus Eight | 1–0                | ALO's Hokuriku            |
| Omiya Ardija         | 1–0                | Kyoto Purple Sanga        |
| Urawa Red Diamonds   | 2–1                | Montedio Yamagata         |
| F.C. Tokyo           | 2–0                | Avispa Fukuoka            |
| Yokohama F. Marinos  | 4–0                | Vegalta Sendai            |
| Kawasaki Frontale    | 5–1                | Sagawa Express Tokyo S.C. |
| Gamba Osaka          | 3–3 (t.s.) (7–6 p) | Yokohama F.C.             |
| Kashiwa Reysol       | 2–2 (t.s.) (3–1 p) | Vissel Kobe               |
| JEF United Chiba     | 3–2 (t.s.)         | Ventforet Kofu            |
| Cerezo Osaka         | 1–1 (t.s.) (4–1 p) | Honda F.C.                |
| Júbilo Iwata         | 4–0                | Sagan Tosu                |
| Albirex Niigata      | 1–0                | Thespa Kusatsu            |
| Sanfrecce Hiroshima  | 3–1                | Mito HollyHock            |
| Shimizu S-Pulse      | 5–0                | Tokushima Vortis          |

### Quinta ronda
| Equipo 1             | Resultado  | Equipo 2          |
| -------------------- | ---------- | ----------------- |
| Kashima Antlers      | 3–0        | Oita Trinita      |
| Nagoya Grampus Eight | 1–2 (t.s.) | Omiya Ardija      |
| Urawa Red Diamonds   | 2–0        | F.C. Tokyo        |
| Yokohama F. Marinos  | 2–3 (t.s.) | Kawasaki Frontale |
| Gamba Osaka          | 5–3        | Kashiwa Reysol    |
| JEF United Chiba     | 2–5        | Cerezo Osaka      |
| Júbilo Iwata         | 2–1 (t.s.) | Albirex Niigata   |
| Sanfrecce Hiroshima  | 0–3        | Shimizu S-Pulse   |

### Cuartos de final
| Fecha           | Ciudad   | Estadio                                     | Local              | Resultado | Visitante         |
| --------------- | -------- | ------------------------------------------- | ------------------ | --------- | ----------------- |
| 24 de diciembre | Sendai   | Estadio de Sendai                           | Kashima Antlers    | 0:1       | Omiya Ardija      |
| 24 de diciembre | Saitama  | Estadio Saitama 2002                        | Urawa Red Diamonds | 2:0       | Kawasaki Frontale |
| 24 de diciembre | Osaka    | Estadio Nagai                               | Gamba Osaka        | 1:3       | Cerezo Osaka      |
| 24 de diciembre | Marugame | Estadio Marugame de la Prefectura de Kagawa | Júbilo Iwata       | 0:1       | Shimizu S-Pulse   |

| 24 de diciembre de 2005, 15:04 | Kashima Antlers | 0:1 (0:0) | Omiya Ardija | Estadio de Sendai, Sendai                                  |                                                            |
|                                |                 | Reporte   | Morita 55'   | Asistencia: 6.298 espectadores Árbitro(s): Masayoshi Okada | Asistencia: 6.298 espectadores Árbitro(s): Masayoshi Okada |

| 24 de diciembre de 2005, 13:03 | Urawa Red Diamonds         | 2:0 (0:0) | Kawasaki Frontale | Estadio Saitama 2002, Saitama                                  |                                                                |
|                                | Marić 68' · Horinouchi 83' | Reporte   |                   | Asistencia: 27.589 espectadores Árbitro(s): Toshimitsu Yoshida | Asistencia: 27.589 espectadores Árbitro(s): Toshimitsu Yoshida |

| 24 de diciembre de 2005, 13:03 | Gamba Osaka  | 1:3 (0:1) | Cerezo Osaka                                | Estadio Nagai, Osaka                                         |                                                              |
|                                | Sidiclei 58' | Reporte   | Morishima 40' · Furuhashi 51' · Fabinho 53' | Asistencia: 15.329 espectadores Árbitro(s): Yūichi Nishimura | Asistencia: 15.329 espectadores Árbitro(s): Yūichi Nishimura |

| 24 de diciembre de 2005, 13:02 | Júbilo Iwata | 0:1 (0:0) | Shimizu S-Pulse | Estadio Marugame de la Prefectura de Kagawa, Marugame     |                                                           |
|                                |              | Reporte   | Marquinhos 89'  | Asistencia: 7.354 espectadores Árbitro(s): Masaaki Iemoto | Asistencia: 7.354 espectadores Árbitro(s): Masaaki Iemoto |

### Semifinales
| Fecha           | Ciudad   | Estadio          | Local        | Resultado  | Visitante          |
| --------------- | -------- | ---------------- | ------------ | ---------- | ------------------ |
| 29 de diciembre | Tokio    | Estadio Nacional | Omiya Ardija | 2:4 (t.s.) | Urawa Red Diamonds |
| 29 de diciembre | Shizuoka | Estadio Ecopa    | Cerezo Osaka | 0:1 (t.s.) | Shimizu S-Pulse    |

| 29 de diciembre de 2005, 15:04 | Omiya Ardija             | 2:4 (2:2, 1:1) (t. s.) | Urawa Red Diamonds                        | Estadio Nacional, Tokio                                        |                                                                |
|                                | Kataoka 26' · Tomita 89' | Reporte                | Marić 23' · Hasebe 62', 102' · Yamada 95' | Asistencia: 31.441 espectadores Árbitro(s): Kazuhiko Matsumura | Asistencia: 31.441 espectadores Árbitro(s): Kazuhiko Matsumura |

| 29 de diciembre de 2005, 13:08 | Cerezo Osaka | 0:1 (t. s.) | Shimizu S-Pulse | Estadio Ecopa, Shizuoka                                    |                                                            |
|                                |              | Reporte     | J.J. Cho 101'   | Asistencia: 11.270 espectadores Árbitro(s): Jōji Kashihara | Asistencia: 11.270 espectadores Árbitro(s): Jōji Kashihara |

### Final
| Fecha              | Ciudad | Estadio          | Local              | Resultado | Visitante       |
| ------------------ | ------ | ---------------- | ------------------ | --------- | --------------- |
| 1 de enero de 2006 | Tokio  | Estadio Nacional | Urawa Red Diamonds | 2:1       | Shimizu S-Pulse |

| 1 de enero de 2006, 14:03 | Urawa Red Diamonds         | 2:1 (1:0) | Shimizu S-Pulse | Estadio Nacional, Tokio                                   |                                                           |
|                           | Horinouchi 39' · Marić 73' | Reporte   | Ichikawa 76'    | Asistencia: 51.536 espectadores Árbitro(s): Tōru Kamikawa | Asistencia: 51.536 espectadores Árbitro(s): Tōru Kamikawa |

|                                       |
| Bandera de la Prefectura de Saitama   |
| Campeón Urawa Red Diamonds 5.º título |